# Michael Saunders
Michael Edward Brett Saunders (ur. 19 listopada 1986) – kanadyjski baseballista, który występował na pozycji zapolowego.

## Kariera klubowa

### Seattle Mariners

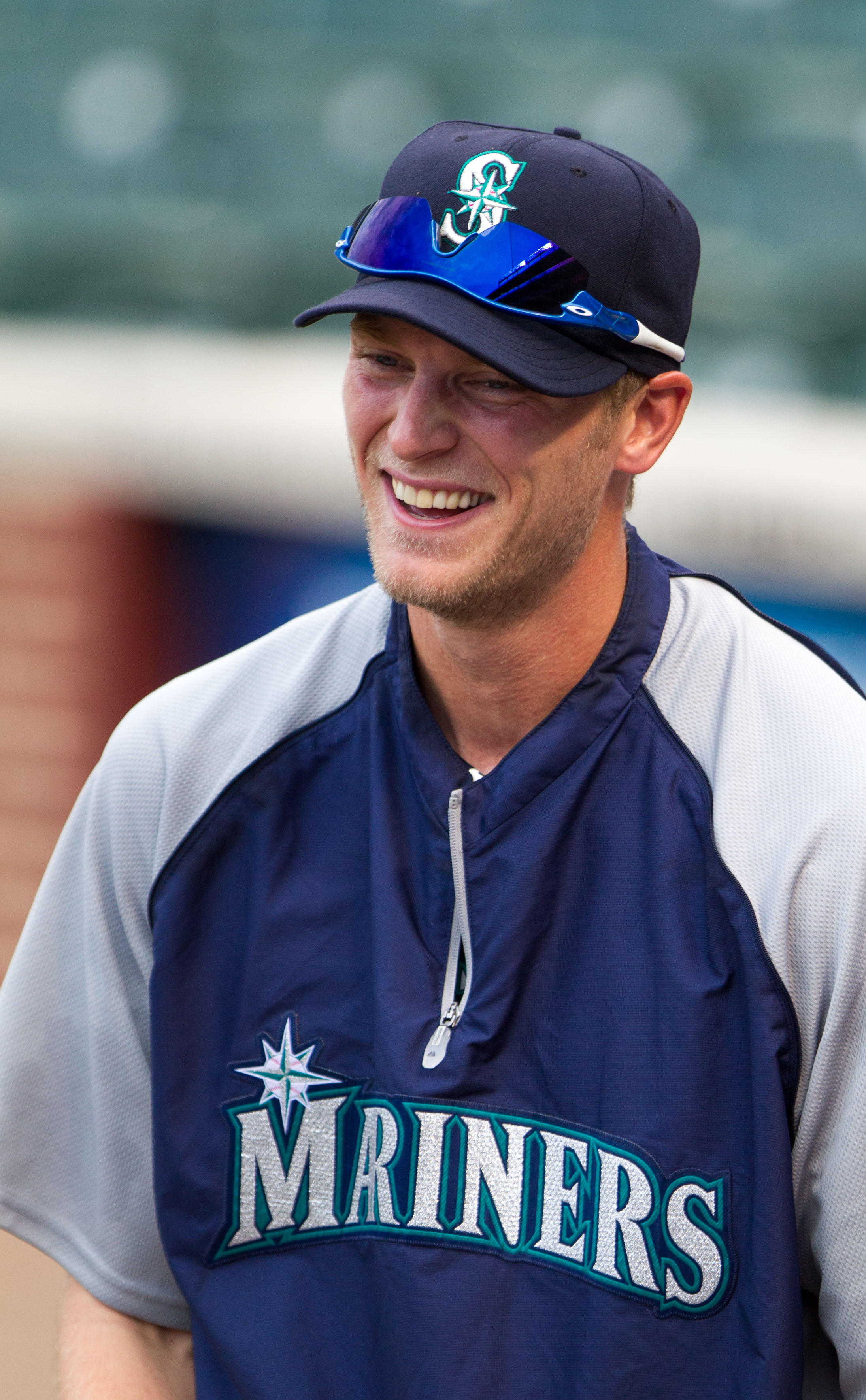
Michael Saunders jako zawodnik Seattle Mariners

W czerwcu 2004 został wybrany w 11. rundzie draftu przez Seattle Mariners. Zawodową karierę rozpoczął w 2005 roku w Everett AquaSox (poziom Class A-Short), następnie w 2006 grał w Wisconsin Timber Rattlers (Class A). Sezon 2007 rozpoczął od występów w High Desert Mavericks (Class A-Advanced), a w lipcu reprezentował klub w All-Star Futures Game. Po rozegraniu 108 meczów, w których uzyskał średnią 0,299 i zaliczył 77 RBI, został przesunięty do West Tenn Diamond Jaxx (Double-A), gdzie grał również w sezonie 2008.
W czerwcu 2008 został zawodnikiem Tacoma Rainiers (Triple-A), w którym rozpoczął również sezon 2009. 25 lipca 2009 został powołany do składu Seattle Mariners i tego samego dnia zadebiutował w Major League Baseball w meczu przeciwko Cleveland Indians. 9 maja 2010 w meczu z Los Angeles Angels of Anaheim zdobył pierwszego home runa w MLB. W 2011 rozegrał 58 spotkań w Mariners i 64 w Rainiers.

### Toronto Blue Jays
W grudniu 2014 przeszedł do Toronto Blue Jays za miotacza J.A. Happa. W maju 2016 odnowiła mu się kontuzja lewego kolana, przez co zmuszony był pauzować do końca sezonu. 17 czerwca 2016 w meczu przeciwko Baltimore Orioles został czwartym Kanadyjczykiem (po Joeyu Votto, Justinie Morneau i Larrym Walkerze), który zdobył trzy home runy. W tym samym spotkaniu Saunders ustanowił rekord kariery, zaliczając osiem RBI. W lipcu 2016 otrzymał najwięcej głosów w ostatecznym głosowaniu kibiców do Meczu Gwiazd.

### Philadelphia Phillies
W styczniu 2017 związał się roczną umową z Philadelphia Phillies. W czerwcu 2017 został zwolniony z kontraktu.

### Powrót do Toronto Blue Jays
28 czerwca 2017 podpisał niegwarantowany kontrakt z Toronto Blue Jays.

## Kariera reprezentacyjna
W 2008 brał udział w meczach eliminacyjnych i głównego turnieju na igrzyskach olimpijskich w Pekinie. Wystąpił we wszystkich siedmiu spotkaniach, notując średnią 0,286, a reprezentacja Kanady zajęła 6. miejsce.
W 2013 był w składzie reprezentacji Kanady na turnieju World Baseball Classic. W trzech meczach grupowych uzyskał średnią 0,727, zdobył home runa, zaliczył siedem RBI i został wybrany do All-World Baseball Classic Team.

## Nagrody i wyróżnienia
| Nagroda/wyróżnienie | Lata | Źródło |
| All-Star            | 2016 | [ 10 ] |